# Anton Schurz
Anton Xaver Schurz (* 2. September 1794 in Asparn an der Zaya; † 29. Dezember 1859 in Wien) war ein österreichischer Schriftsteller.

## Leben
Anton Schurz war ein Sohn von Johann Paul Schurz, der als Verwalter der Breuner’schen Herrschaft arbeitete. Seine Ehefrau Therese Schurz, mit der er seit 1821 verheiratet war, war eine Schwester des Dichters Nikolaus Lenau. Seine Tochter Katharina Schurz wirkte als Bühnensängerin.
Anton Schurz besuchte die Schule St. Anna in Wien und studierte ab 1810 an der Bergakademie Schemnitz. Er arbeitete ab 1813 in der Hofbuchhaltung für das Münz- und Bergwesen, zunächst in Oravica und ab 1814 in Wien. Dort wurde er 1835 Rechnungsrat und 1850 Hofbuchhalter. Als Beamter trat er 1854 in den Ruhestand.
Als Schriftsteller stand Schurz in der Tradition der Zeit vor der Weimarer Klassik. Seine Gedichte erschienen unter anderem verstreut in verschiedenen Almanachen. Er war vom Werk seines Schwagers Nikolaus Lenau beeinflusst, mit dem er bis zu dessen Tod eng befreundet war und mit dem er mehrere Reisen unternahm. Er verfasste eine zweibändige Biografie Lenaus, die eine bedeutende Quelle für die Lenau-Forschung darstellt.

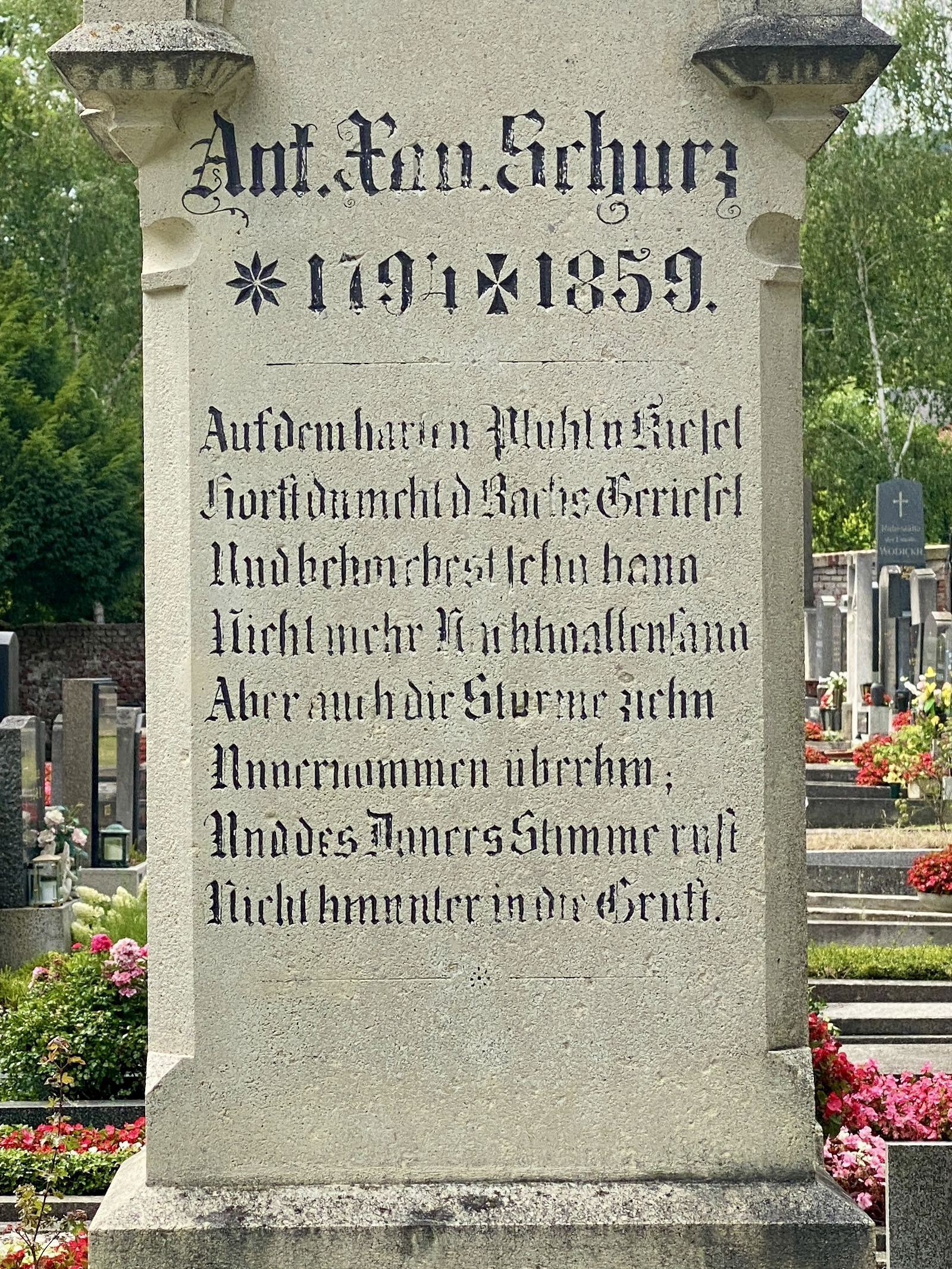
Inschrift auf dem Grab von Anton Schurz

Anton Schurz starb 1859 im Alter von 65 Jahren und wurde in einem Grab neben jenem von Nikolaus Lenau auf dem Weidlinger Friedhof bestattet. Die Anton Xaver Schurz-Straße ⊙ in Stockerau und die Anton Schurz-Gasse ⊙ in Weidling tragen seinen Namen. In Wien-Hetzendorf wurde 1922 die Schurzgasse nach ihm benannt.

## Werke
- Jünglingsgedichte. Handschrift in der Österreichischen Nationalbibliothek. Wien 1818.
- Gedichte. Hallberger, Stuttgart 1841.
- Acht Lieder für die 11. Heerschaar der wiener Volkswehr. Ullrich, Wien 1848 (Digitalisat).
- Der Grubenbrand zu Idria, im November 1846, nach authentischen Quellen. In: Jahrbuch für den Berg- und Hüttenmann des österreichischen Kaiserstaates. Jg. 1. Ullrich, Wien 1848, S. 123–157.
- Belletristische Aufsätze montanistischen Inhalts. Gedichte. In: Jahrbuch für den Berg- und Hüttenmann des österreichischen Kaiserstaates. Jg. 2. Ullrich, Wien 1849, S. 187–195.
- Gedichte. In: Österreichisches Jahrbuch für den Berg- und Hüttenmann. Wien 1855, S. 487–497.
- Lenau’s Leben. Großentheils aus des Dichters eigenen Briefen. Von seinem Schwestermanne. Erster Band. Cotta, Stuttgart/Augsburg 1855 (Digitalisat).
- Lenau’s Leben. Großentheils aus des Dichters eigenen Briefen. Von seinem Schwestermanne. Zweiter Band. Cotta, Stuttgart/Augsburg 1855 (Digitalisat).